# 1247 Memoria
Az 1247 Memoria (ideiglenes jelöléssel 1932 QA) a Naprendszer kisbolygóövében található aszteroida. Margueritte Laugier fedezte fel 1932. augusztus 30-án.